# Regno dei Fanes

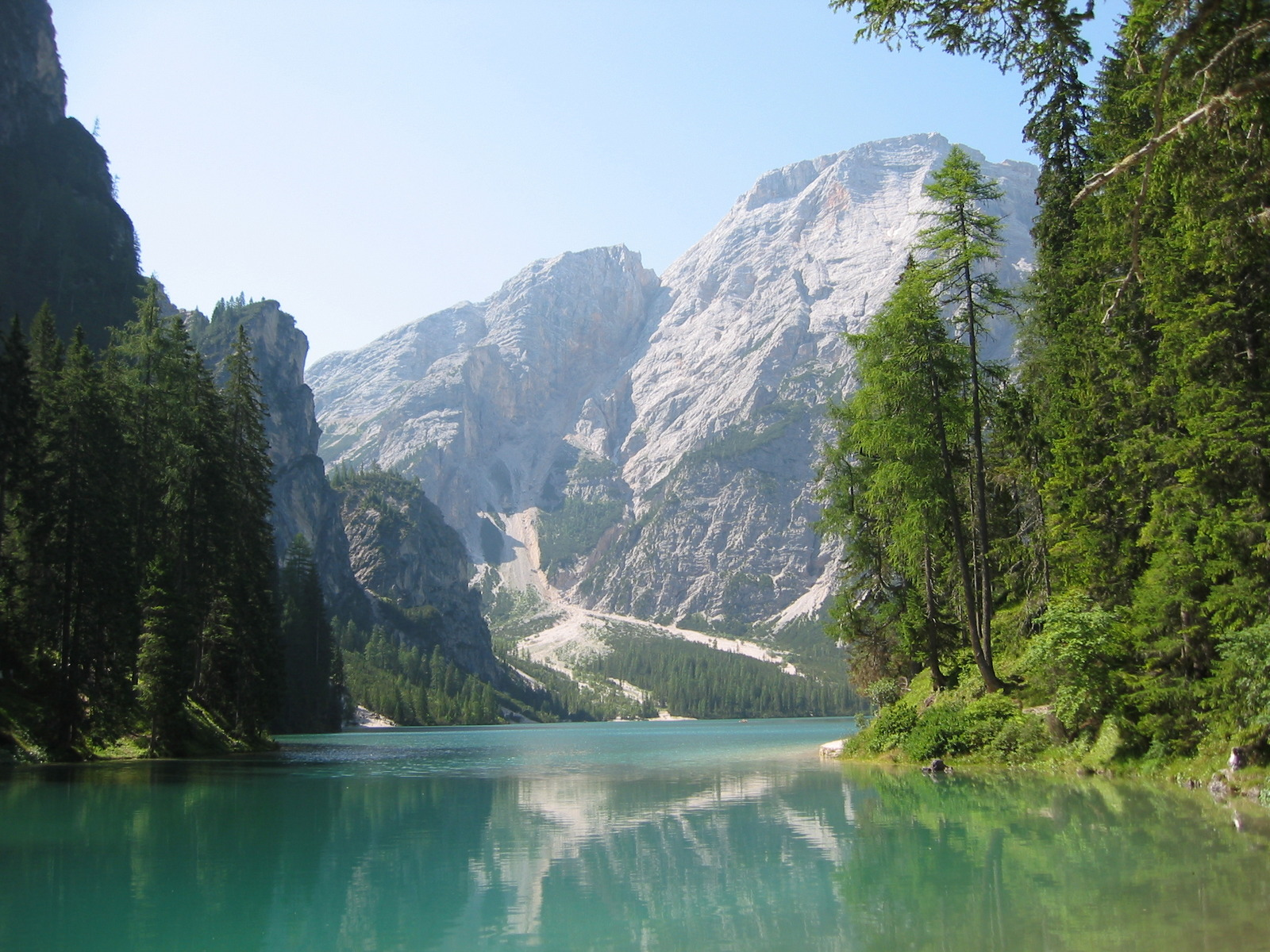
Vista del lago di Braies e del Sass dla porta (in italiano, Croda del Becco). La leggenda narra che i Fanes, sopravvissuti allo scontro con la coalizione sotto l'influenza del popolo del Sud, vivano al suo interno, aspettando la rinascita del loro regno.

Il regno dei Fanes (in ladino Rëgn de Fanes) è un racconto mitologico-leggendario dei Ladini delle Dolomiti. Strutturato come un ciclo epico, oggi è conosciuto principalmente nella versione romanzata di Karl Felix Wolff, del 1932. Fino ad allora il materiale era stato tramandato oralmente dalle popolazioni ladine. Questa leggenda rientra nelle saghe dell'Alto Adige di cui la popolazione dei Fanes è protagonista.

## Il regno dei Fanes di Wolff
La conservazione del materiale riguardante le leggende intorno ai Fanes si deve principalmente all'opera di Karl Felix Wolff, giornalista ed antropologo austriaco. La passione per i racconti popolari e le tradizioni orali degli abitanti delle Dolomiti nacque grazie alla badante originaria della Val di Fiemme, che usava cantargliene spezzoni. Dedicò gran parte della sua vita ad esplorare le valli dolomitiche, raccogliendo racconti, fiabe, leggende e testimonianze, con l'intento di trascriverle e pubblicarle. Si imbatté nel nucleo dei Fanes per la prima volta in Val di Fassa, ma lo incontrò anche successivamente in forme diverse nelle altri valli ladine. Wolff era convinto di avere di fronte a sé un materiale che si discostava dalle altre leggende e fiabe, spesso riconducibili alla tradizione fiabesca germanica. Scorse infatti motivi più vicini al mito e probabilmente riconducibili ad epoche più antiche, come la presenza di animali totemici o personificazioni di sole, luna e morte. La ricostruzione del materiale, estremamente frammentato e a tratti confuso lo impegnò per un lungo periodo della sua carriera. I primi accenni appaiono sotto forma di appunti nel 1907, la prima versione ufficiale è del 1932, mentre è del 1941 l'edizione definitiva.

## La rielaborazione di Wolff
Wolff precisò nella sua opera che nel caso del regno dei Fanes si imbatté in un materiale molto frammentato e che quindi nella ricostruzione fu costretto ad operare aggiunte, collegamenti e rimaneggiamenti necessari per produrre un testo completo. Tuttavia non ci è dato sapere quali siano queste modifiche, se non attraverso supposizioni. Infatti Wolff, in altri frangenti molto preciso e rigoroso, non lasciò appunti che ci permettano di ricostruire la sua opera di ricreazione della saga. Si deve ad Ulrike Kindl, docente di Lingua e Letteratura tedesca all'Università di Venezia, l'analisi più dettagliata ed esaustiva sul metodo di Wolff e sul Regno dei Fanes in generale. Nella sua opera ha dissezionato il testo di Wolff per risalire al materiale originario, dimostrando ad esempio che l'opera dell'autore austriaco è separabile in tre nuclei distinti e originariamente totalmente indipendenti: il nucleo badioto-ampezzano (le vicende dei Fanes e di Dolasilla), il nucleo fodóm (il tesoro dell'Aurona) e il nucleo fassano (la saga di Lidsanel). Infatti nelle rielaborazioni più recenti della saga il nucleo fassano viene solitamente escluso.

## Riassunto
La leggenda narra dell'espansione e del declino del regno dei Fanes, in origine un popolo mite, caratterizzato dall'alleanza con le marmotte dell'omonimo altipiano: quando però la regina sposò un re straniero avido e bellicoso che arrivò a sostituire con un'aquila lo stemma dei Fanes, raffigurante da sempre una marmotta, il clima cambiò. Ben presto fece della figlia Dolasilla un'amazzone imbattibile, aiutata dalle frecce infallibili e dalla corazza impenetrabile donatele dai nani. Con Dolasilla al suo comando il regno si espanse fino al fatale incontro della principessa col guerriero nemico Ey de Net. I due, in realtà già incontratisi anni prima, si innamorarono e decisero di sposarsi. Il re si oppose duramente fino alla fine, in quanto i nani gli avevano predetto che l'invincibilità di Dolasilla sarebbe durata solo fino a quando non si fosse sposata. Prevedendo la fine del suo regno, il re vendette Dolasilla e il suo popolo, mandandoli allo sbaraglio nell'ultima battaglia, nella quale Dolasilla morì, uccisa dalle sue stesse frecce, rubatele con l'inganno dallo stregone Spina de Mul. Il re traditore venne tramutato in pietra e i pochi superstiti del regno dei Fanes si recarono con le marmotte in un antro sotto le rocce del loro regno, dal quale aspettano che suonino le trombe argentate che ne segnaleranno la rinascita.

## Fondamenti storici e geografici

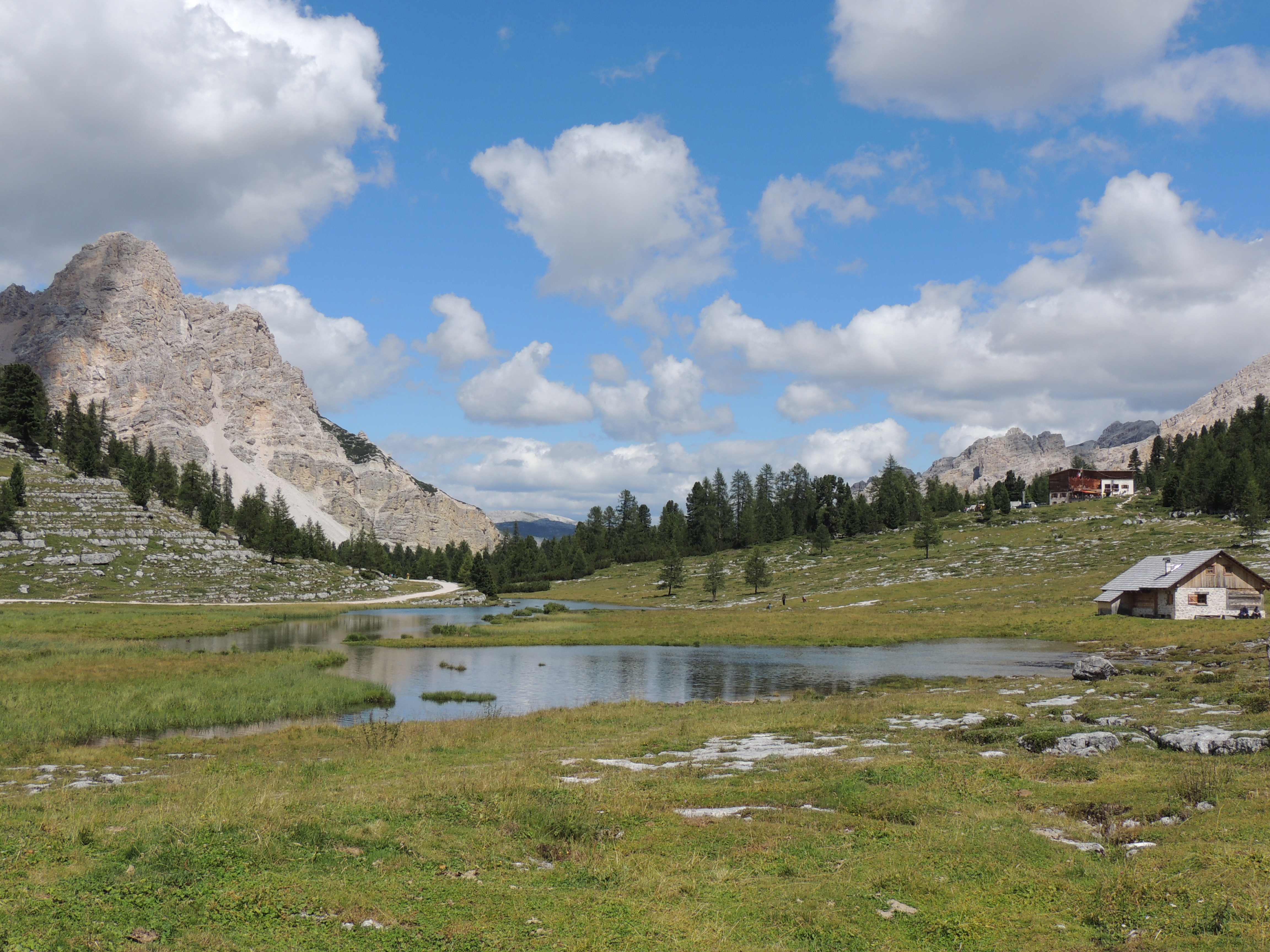
Il rifugio Fanes e il Parlamento delle marmotte

Diversi studiosi ladini, ma anche del resto d'Italia, dell'Austria e della Germania, hanno provato a ricostruire l'origine del materiale leggendario. Non viene esclusa la possibilità che il nucleo risalga all'epoca preromana. In particolari alcuni temi potrebbero far supporre una datazione intorno alla fine dell'età del ferro, dunque intorno al 900 a.C.
Tale aspetto ha portato allo sviluppo di ricerche archeologiche che, smentendo l'ipotesi della sostanziale assenza dell'uomo dalle valli dolomitiche in epoca preromana, hanno portato a vari ritrovamenti, tra cui l'importantissima sepoltura mesolitica di Mondeval (San Vito di Cadore).
Le vicende si svolgono sull'Alpe di Fanes. Alcuni dei luoghi toccati sono inoltre il Plan de Corones, il lago di Braies, il monte Averau, il Falzarego.

## Eredità
Quando Wolff raccolse il materiale orale questo era ormai scarso e quasi dimenticato. La sua opera ha però stimolato una rinascita dell'interesse nella leggenda. Dopo quella di Wolff si sono susseguite infatti numerose versioni romanzate, come quelle dei marebbani Karl Staudacher e Angel Morlang o la rielaborazione di Brunamaria Dal Lago. Nel 2005 invece, su iniziativa di Susy Rottonara, Roland Verra e Hans-Peter Karbon venne prodotto un film basato sulle vicende dei Fanes, dal titolo “Le Rëgn de Fanes”, vincitore tra l'altro nel 2008 del premio per il Best International Score al Garden State Film Festival.
L'eredità della leggenda si riscontra inoltre nel fatto che numerosi esercizi, come alberghi e ristoranti, delle valli ladine si chiamino come i personaggi del Fanes, ad esempio Dolasilla o Luianta.